# Liga Celta 2007-08
La Temporada 2007-08 de la Liga Celta de rugby fue la séptima edición de la liga profesional de rugby union.
De entre los 10 equipos que participaron esta temporada, 4 de ellos son irlandeses: Connacht, Leinster, Munster y Ulster; cuatro galeses: Cardiff Blues, Newport Gwent Dragons, Ospreys y el Scarlets y  dos escoceses: Edinburgh y el Glasgow Warriors.

## Clasificación
- 4 puntos por ganar.
- 2 puntos por empatar.
- 1 punto bonus por perder por siete puntos o menos.
- 1 punto bonus por anotar cuatro o más tries en un partido.

| Pos. | Equipo            | PJ | Gan | Emp | Per | PaF | PeC | Dif  | BP | Pts |
| ---- | ----------------- | -- | --- | --- | --- | --- | --- | ---- | -- | --- |
| 1    | Leinster Rugby    | 18 | 13  | 1   | 4   | 428 | 283 | 145  | 7  | 61  |
| 2    | Cardiff Blues     | 18 | 12  | 0   | 6   | 395 | 315 | 60   | 8  | 56  |
| 3    | Munster Rugby     | 18 | 10  | 1   | 7   | 330 | 258 | 72   | 6  | 48  |
| 4    | Edinburgh Rugby   | 18 | 9   | 3   | 6   | 313 | 285 | 28   | 6  | 48  |
| 5    | Glasgow Warriors  | 18 | 10  | 1   | 7   | 340 | 349 | -9   | 4  | 46  |
| 6    | Llanelli Scarlets | 18 | 7   | 0   | 11  | 403 | 362 | 41   | 11 | 39  |
| 7    | Ospreys Rugby     | 18 | 6   | 1   | 11  | 321 | 255 | 66   | 11 | 37  |
| 8    | Newport Dragons   | 18 | 7   | 1   | 10  | 282 | 394 | -112 | 4  | 34  |
| 9    | Ulster Rugby      | 18 | 6   | 1   | 11  | 278 | 407 | -129 | 3  | 29  |
| 10   | Connacht Rugby    | 18 | 5   | 1   | 12  | 214 | 396 | -182 | 2  | 24  |

|  | Campeón. |

| Bandera de Irlanda |
| Campeón Leinster   |
| Segundo título     |